# أفعي قوس قزح
أفعی قوس قزح (بالإنجليزية: Rainbow)‏ اسم في أساطير استراليا لأفعى عملاقة يمتد جسدها عبر السماء على هيئة قوس قزح.